# Беверен (футбольный клуб)
«Бе́верен» (нидерл. Koninklijke Sportkring Beveren) — футбольный клуб из Бельгии, базирующийся в городе Беверене, в Восточной Фландрии. Команда основана в 1935 году, в последнее время была известна своей вратарской школой, из которой вышли такие игроки, как Жан-Мари Пфафф, Филип де Вильде, Герт де Влигер, Эрвин Лемменс и Тристан Персман.

## История

### 1922-1949 Первые годы
История футбола в Беверене берёт своё начало в 1922 году, когда под влиянием местного бизнесмена Пола Верхарта была основана местная команда под названием «Стандард Беверен». Клуб стал членом Бельгийской футбольной ассоциации и получил матрикул 737 (регистрационный номер). В 1931 году из-за финансовых проблем клуб был расформирован.

23 июля 1934 года владелец местного паба «De Graanmaat» получил запрос от клуба близлежащего муниципалитета Темсе сформировать команду из игроков расформированного «Стандарда» и сыграть против них игру. Новосозданная команда победила со счётом 2:1. Тогда же было решено сформировать новый клуб: «Спорткринг Беверен» (или СК «Беверен»). 6 сентября 1935 года клуб был зарегистрирован под номером 2300.
Новый клуб сразу же добился успеха в местных лигах, завоевав два титула подряд. В 1938 году клуб переехал на Велодром местного пивовара и предпринимателя Фредерика Тилеманса, в честь которого впоследствии был назван стадион: «Фретьель». Здесь клуб проводил свои матчи до 2010 года. Сейчас стадион используется клубом «Васланд-Беверен», в то время как КСК«Беверен» использует близлежащее тренировочное поле в качестве домашнего стадиона в том же спортивном комплексе. Футбол в Бельгии во время Второй мировой войны был организован в чрезвычайных лигах, поэтому «Беверен» заново начал сезон 1945–1946 годов в высшей провинциальной лиге. В 1947 году у руля команды стал влиятельный председатель Луи Верарт, который вывел клуб в национальный дивизион в 1949 году.

### 1949-1967
Команде потребовалось совсем немного времени на адаптацию к новому уровню конкуренции. Клубу потребовалось всего три года, чтобы в конечном итоге перейти из четвертого дивизиона Бельгии в третий бельгийский дивизион, преимущественно используя местных игроков и часто рассчитывая на героизм своего вратаря Вальтера Де Винтера. Во второй игре плей-офф за повышение в классе «Беверену» хватило победы со счетом 2:1 над клубом «Виллебрук», чтобы обеспечить себе переход в более высокий дивизион.
В период с 1952 по 1960 годы клуб выступал в Третьем бельгийском дивизионе, в котором регулярно вёл борьбу за выживание, и в конце концов вылетел, заняв 15-е место в сезоне 1959–1960 годов. Однако «Беверен» вернется сильнее, чем когда-либо прежде. Во время своего трехлетнего пребывания в бельгийском четвёртом дивизионе клуб начал давать шансы группе местных игроков, которые впоследствии стали известны как золотое поколение СК «Беверен». Большинство из них играли на местном игровом поле, получившем прозвище «т Конгокен» из-за песчаного поля, похожего на представление местных жителей об игровых полях в Африке в то время и относящегося к Демократической Республике Конго – бывшей колонии Бельгии. Среди игроков были результативный нападающий Роберт Роджерс, плеймейкер Омер Янссенс, вингер Жан Янссенс, центральный защитник Фредди Буйл и центральный полузащитник Уилфрид Ван Моер.
В 1963 году «Беверен» становится чемпионом бельгийского четвертого дивизиона с отрывом в 16 очков от второго места, не проиграв ни одного матча и забив 111 голов. В 1964 году клуб впервые вышел в 1/8 финала Кубка Бельгии, где уступил клубу первого дивизиона «Серкль Брюгге» . После двух сезонов в третьем дивизионе, по итогам которых Беверен дважды занимал третье место, клуб стал чемпионом третьего дивизиона Бельгии в 1966 году. Прогресс команды, особенно с учетом атакующего типа игры, не остался незамеченным в остальной части Бельгии, и в средствах массовой информации клуб упоминался, как «маленький «Андерлехт»». Под руководством нового тренера Ги Тиса «Беверен» впервые в истории перешел в высший дивизион в «1967 году, после победы в последнем матче сезона над клубом Юнион Ройал Намюр» со счётом 3:2.

### 1967-1977 Дебют в высшем дивизионе. Первые выступления в еврокубках.
СК «Беверен» дебютировал в Первом дивизионе Бельгии 3 сентября «1967 года в выездной игре против клуба Сент-Трюйден», завершившейся вничью со счётом 1:1. Первую победу клуб одержал через неделю, обыграв «Даринг» со счетом 2:0. 26 ноября 1967 года на недавно отремонтированном и расширенном стадионе «Фретьель», принимавшем матч между «Бевереном» и «Андерлехтом» (гости победили со счётом 1:2), был побит рекорд посещаемости: на матче присутствовало более 18 000 зрителей. Дебютный сезон в высшем дивизионе клуб завершил на 13-м месте. В следующем сезоне «Беверен» сенсационно занимает шестое место, отчасти благодаря результативным действиям Роберта Роджерса, который стал вторым лучшим бомбардиром турнира с 16-ю голами. Летом 1969 года клуб впервые принял участие в еврокубках, а именно в Кубке Интертото УЕФА, заняв 2-е место в группе 9, которая состояла из таких клубов: «Б-1909, Одра Ополе» и «Ла-Шо-де-Фон» . Под руководством нового менеджера Уорда Волкарта и вдохновленный отличной игрой Жана Янссенса , который получил вызов в сборную Бельгии по футболу, Беверен завершил сезон на 4-м месте, получив право на участие в Кубке ярмарок 1970-1971.
Летом 1970 года клуб снова участвовал в Кубке Интертото, заняв третье место в группе с ФК «Эстер», бременским «Вердером» и ФК ЛАСК . Сезон 1970–71 в национальном чемпионате команда провела посредственно, но в Кубке ярмарок 1970–71, клуб показал впечатляющие результаты. После победы над ФК «Винер Шпорт-Клуб», в 1/8 финала жребий свёл «Беверен» с испанской «Валенсией». Несмотря на статус андердога, «Беверен» сотворил сенсацию, обыграв соперника на выезде с минимальными счётом. В ответной встрече была зафиксирована ничья. Такими образом, Беверен сенсационно прошёл в следующий раунд, где без шансов уступил лондонскому «Арсеналу» с общим счётом 0:4.
Вопреки всем ожиданиям, «Беверен» закончил первый бельгийский дивизион 1971-72 на последнем месте, вылетев во второй дивизион. Клубу удалось сохранить основной состав, и назначить новым менеджером Рика Маттейса. В конечном итоге «Беверен» занял первое место во втором дивизионе, и уже через сезон вернулся в высшую лигу. Клуб стал одним из основателей Про-Лиги в феврале 1974 года. «Беверен» хорошо выступил в Кубке Бельгии 1973-74 годов, впервые дойдя до четвертьфинала, где уступил КСК «Тонгерен». Летом 1974 года Арман Юрион сменил Рика Маттейса на посту менеджера. Клуб также подписал двух перспективных игроков, которые станут одними из лучших бельгийских крайних защитников своего поколения, а именно Марка Баке и Эдди Ясперса. Правление Юриона было недолгим: уже через год его сменил Урбен Бремс , который стал одним из самых влиятельных тренеров в истории клуба. Клуб закончил первый бельгийский дивизион 1975-76 на почётном 6-м месте, но следующий сезон оказался провальным – всего лишь 13-е место.

### 1977-1988 Золотые годы
В сезоне 1977-78 команда отлично провела первую половину сезона, заняв третье место по итогам первого круга. Во второй части сезона, клуб сдал позиции, и завершил сезон на 5-м месте. 21 мая 1978 года клуб завоевал свой первый  трофей, Кубок Бельгии, победив в финале «Шарлеруа» со счётом 2:0.
В следующем сезоне «Беверен» добился наибольшего успеха в чемпионате, впервые в своей истории став чемпионом страны. В том же сезоне клуб показывал впечатляющие результаты и на евроарене, обыграв миланский «Интернационале» в четвертьфинале Кубка обладателей кубков, сыграв вничью 0:0 на «Сан-Сиро» и выиграв дома 1:0. В полуфинале «Беверен» уступил будущему победителю турнира, «Барселоне» с общим счётом 0:2.
Через год клуб во второй раз в истории вышел в финал Кубка Бельгии, в котором клуб потерпел поражение от клуба «Тор Ваттерсхей» со счётом 2:1. Несколько футболистов команды были вызваны в национальную сборную Бельгии, в том числе Жан-Мари Пфафф, Марк Баке и Вилфрид Ван Мур, которые отправятся в составе сборной на Чемпионат мира 1982 года в Испании. В 1983 году СК Беверен в третий раз за пять лет вышел в финал Кубка Бельгии, в котром одержал победу над «Брюгге» на переполненном стадионе «Эйзель». В 1984 году СК Беверен во второй раз стал чемпионом Бельгии с такими игроками в составе, как Хайнц Шенбергер, Ронни Мартенс, Эрвин Альберт , Марк Баке , Петер Крев , Филип Де Вильде, Жюльен Лоддерс , Эдди Ясперс, Дэнни Пфафф и Поль Теунис. К своему 50-летию в 1984 году клуб получил королевский титул и с тех пор стал называться Конинлейк Спорткринг (КСК) Беверен. К сожалению, под новым названием новых высот клуб так и не достиг.

### Конец 1980-х и 1990-е: упадок.
После чемпионского сезона из клуба ушли почти все ведущие игроки, многие из которых были на закате карьеры, результаты клуба с каждым сезоном становились все хуже и хуже. Началом упадка стал 4-й финал Кубка Бельгии 1985 года, который проходил на стадионе «Констант Ванден Сток», где Беверен уступил клубу «Серкль Брюгге», пропустив решающий гол после спорно назначенного пенальти. В 1990 году, после пребывания в высшем дивизионе в течение 17 лет, клуб снова вылетел во Второй дивизион. Однако пребывание во втором дивизионе ограничилось одним сезоном. Благодаря тренеру Йохану Боскампу «Беверен» впервые за долгое время стал играть в атакующий футбол, и на стадионе «Фретьель» снова царила атмосфера. Это также означало прорыв Петера ван Фоссена, который позже ушёл на повышение в «Андерлехт», а спустя 3 года он стал первым экс-игроком «Беверена», выигравшим Лигу чемпионов в составе аместердамского «Аякса».
Сезон 1995–1996 команда начала в соответствии с предыдущими сезонами, но через несколько месяцев команда полностью развалилась, что привело к очередному вылету во второй дивизион в мае 1996 года. Год спустя, в мае 1997 года, клуб снова возвращается в высший дивизион после победы в последнем туре над ФК "Тюрнхаут". Однако финансовые проблемы продолжали разлагать клуб изнутри. С каждым новым сезоном клуб регрессировал всё больше и больше. В последующие годы «Беверен» постоянно находился на грани вылета.

### Начало 2000-х: внедрение в состав ивуарийских футболистов.
В сезоне 2001-2002 «КСК Беверен» финишировал на последнем месте, но избежал вылета, потому что «Эендрахт Алст» и «Моленбек» не получили лицензию на участие в следующем сезоне. Затем председатель Франс ван Хоф назначил Жан-Марка Гийу техническим директором и дал ему большую свободу в отношении политики клуба. «КСК Беверен», у которого были финансовые и спортивные проблемы, усилился ивуарийскими футболистами из футбольной академии АСЕК Мимозас из Абиджана. Некоторые из них со временем выступали в европейских топ-клубах, например, Эммануэль Эбуэ и «Жервиньо играли за Арсенал», Артур Бока – за «Штутгарт» и Ромарик – за «Севилью». Самым известным из них впоследствии стал Яя Туре, который выиграл  Лигу чемпионов в сезоне 2008-2009 в составе «Барселоны», став, таким образом, вторым в истории экс-игроком «Беверена», выигравшим самый престижный турнир Европы.
В сезоне 2003/04 КСК Беверен в пятый раз в истории вышел в финал Кубка Бельгии, в котором «Беверен» уступил «Брюгге» со счётом 2:4. Несмотря на поражение, клуб все равно получил путевку в Кубок УЕФА, поскольку «Брюгге» занял второе место в чемпионате, что дало брюссельцам право выступить в квалификации Лиги чемпионов 2004-2005. Победив в квалификации Кубка УЕФА «Вадуц» и «Левски», клуб вышел в групповой раунд. Отчасти из-за отсутствия опыта КСК Беверен проиграл все четыре матча, три из которых – с разгромным счётом: 1:5 против «Штутгарта», 0:3 против «Бенфики», 1:6 против «Динамо Загреб». Проигранный матч против «Херенвена» со счетом 1:0, 15 декабря 2004 года, был зарегистрирован как последний международный матч КСК Беверен.

### Вторая половина 2000-х: очередное понижение в классе, тщетные попытки вернуться в высший дивизион.
9 марта 2006 года клуб уволил тренера Венсана Дюфура и менеджера Жан-Марка Гийу. Таким образом, Эди де Болле был временно повышен от ассистента тренера до исполняющего обязанности главного тренера. Уолтер Миус был принят на работу в качестве нового тренера на сезон 2006/07 . Однако в марте 2007 года он был отправлен в отставку из-за неудовлетворительных результатов. Эди Де Болле взял на себя управление до конца сезона, что было непросто, особенно когда во второй половине сезона клуб показывал неутешительные результаты и сумел выиграть только один матч. В мае, незадолго до окончания сезона, велись переговоры с «КСК Локерен» о возможном слиянии, с целью создания нового клуба в Васланде, что вызвало негодование со стороны болельщиков. В конце концов, переговоры ни к чему не привели. После поражения от «Сент-Труйден» со счетом 3:2 в последнем туре «Беверен» опустился на последнее место в таблице, вернувшись во Второй дивизион после десяти сезонов в высшем дивизионе.
Следующий сезон «Беверен» начинал в статусе фаворита на повышение, и после неубедительного старта под руководством тренера и бывшего игрока сборной Бельгии Алекса Чернятински, Беверен занимал место, дающее право выступать в стыковых матчах за выход в высший дивизион. Голы новичка Эбраима Саване сыграли в этом немаловажную роль. В итоге он занял второе место в рейтинге лучших бомбардиров с 21 голом. Однако у клуба по-прежнему были проблемы с финансами, основной состав команды состоял исключительно из молодых игроков, получивших свой шанс. Отчасти из-за этого «Беверен» провалил оставшуюся часть сезона,  заняв лишь девятое место.
Сезон 2008-2009, казалось, был повторением предыдущего. Команда снова не смогла закрепиться в верхней части таблицы, и ближе к концу сезона опускалась все дальше в середину турнирной таблицы. «Беверен», казалось, находился в свободном падении, и исполняющий обязанности главного тренера был уволен до конца сезона, по итогам которого клуб занял 13-е место.

### 2010: "агония" и ликвидация клуба.
В 2009 году, клуб вновь назначил Йохана Боскампа, подписав с ним контракт на 3 года. Однако Боскамп был уволен 27 декабря 2009 года из-за неудовоетворительных результатов, отчасти вызванных его длительным отсутствием из-за серьёзной инфекции легких. На тот момент «КСК Беверен» занимал предпоследнее место во Втором дивизионе Бельгии. Боскампа временно заменил Дэвид Пеннеман. 22 апреля 2010 года стало известно, что «КСК Беверен» не будет подавать заявку на получение лицензии во Второй дивизион, дав понять таким образом, что клуб добровольно отправится в Третий дивизион. Под давлением мэра «Беверена Марка Ван де Вийвера весной 2010 года была предпринята попытка  объединить основную и молодежную команды с Ред Стар Васланд». Владелец стадиона отказался продолжать делать взносы в инфраструктуру, если клуб будет выступать в Третьем дивизионе. Поскольку заявка не была подана вовремя в соответствии с правилами Бельгийской футбольной ассоциации, было предложено отложить слияние до конца сезона 2010/11. Однако вместо этого руководство «КСК Беверен» решило не поддаваться политическому давлению, заявив, что клуб больше не будет участвовать в соревнованиях с мужской командой в следующем сезоне. В результате слияние клубов сорвалось. Позже «Ред Стар Васланд»  сменил название на «Ред Стар Васланд-Беверен». С сезона 2011/12 клуб проводит домашние матчи на стадионе Фретьель. Таким образом некогда блиставший в высшем дивизионе Бельгии и еврокубках, «КСК Беверен» прекратил своё существование.

## Достижения
- Чемпионат Бельгии
  - Чемпион (2): 1978/79, 1983/84
- Кубок Бельгии
  - Обладатель (2): 1977/78, 1982/83
  - Финалист (3): 1979/1980, 1984/1985, 2003/2004
- Суперкубок Бельгии
  - Обладатель (2): 1979, 1984
  - Финалист (2): 1980, 1983

## Еврокубки
| Соревнование        | Выступления | Игры | В | Н | П  | З  | П  |
| ------------------- | ----------- | ---- | - | - | -- | -- | -- |
| Лига чемпионов УЕФА | 2           | 6    | 2 | 2 | 2  | 11 | 8  |
| Кубок кубков        | 2           | 12   | 6 | 3 | 3  | 17 | 9  |
| Кубок УЕФА          | 4           | 22   | 9 | 3 | 10 | 30 | 30 |
| Кубок Интертото     | 1           | 4    | 1 | 1 | 2  | 6  | 8  |